# Elytraria acaulis
Elytraria acaulis é uma espécie de planta com flor pertencente à família Acanthaceae.
A autoridade científica da espécie é (L.f.) Lindau, tendo sido publicada em Die Natürlichen Pflanzenfamilien II–IV: 304. 1897.

## Moçambique
Trata-se de uma espécie presente no território moçambicano, nomeadamente em Niassa, Zambézia, Tete, Manica e Sofala, Gaza-Inhambane (regiões como estão definidas na obra Flora Zambesiaca).
Em termos de naturalidade trata-se de uma espécie nativa.